# Бертюльская улица
Бертю́льская улица — улица в северной части исторической слободы Селение в Ленинском районе Астрахани. Застроена преимущественно домами хрущёвской постройки. Начинается во дворах между улицами Савушкина и Бахтемирской и идёт с юго-запада на северо-восток, пересекая улицу Юрия Селенского и бульвар Победы. Заканчивается у безымянного внутриквартального проезда, также примыкающего к улице Савушкина.
Протяжённость улицы около 650 метров.

## История
До 1920 года называлась Покровской по названию расположенной неподалёку церкви, затем была переименована во 2-ю Степную. В 1957 году получила современное название по реке Бертюль, одному из рукавов в дельте Волги. В честь другого рукава Волги называется и соседняя Бахтемирская улица. До 1952 года Бертюлем называлась не только река, но и стоящий на ней рабочий посёлок Красные Баррикады в Икрянинском районе.

## Галерея

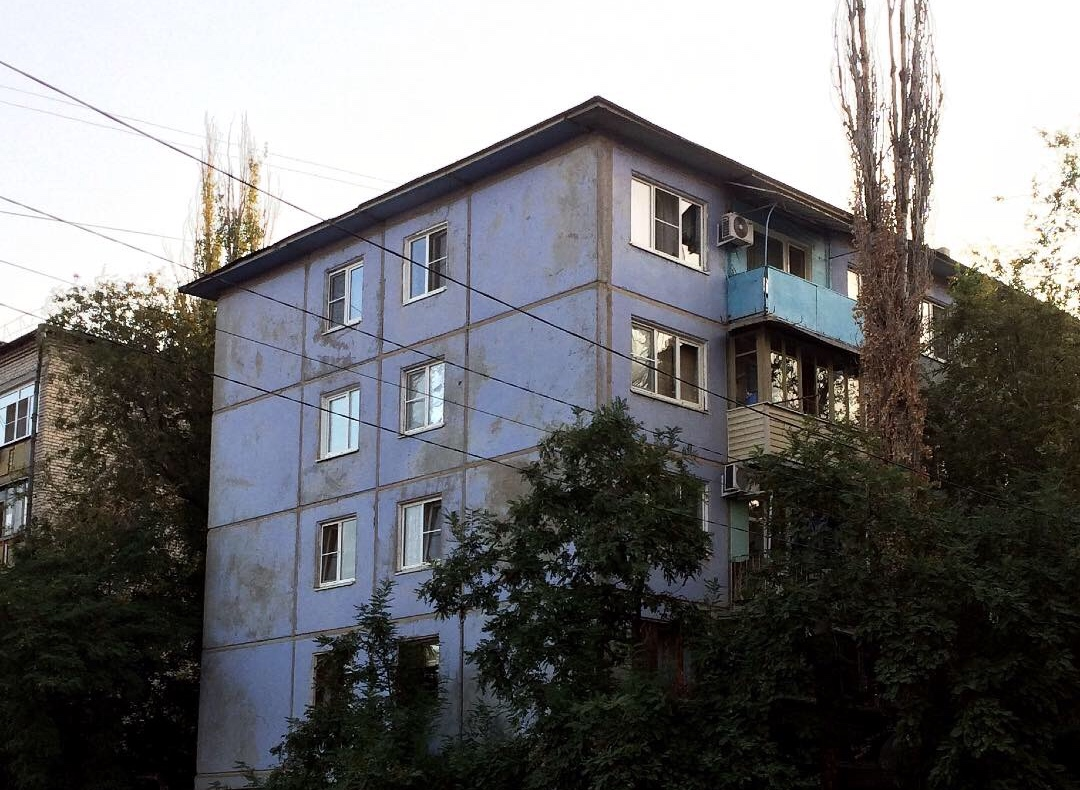
Жилые дома на углу Бертюльской и улицы Юрия Селенского